# Лавци (община Битоля)
Вижте пояснителната страница за други значения на Лавци.
Лавци още Лафци или Лахци (на македонска литературна норма: Лавци) е село в община Битоля на Северна Македония.

## География
Селото се намира на 810 m надморска височина в планината Баба, на 2 km южно от Битоля и на практика е слято с града.

## История
Според местна легенда името на селото идва от постоянния кучешки лай, който идвал от селото и се чувал чак в Битоля.
В ΧΙΧ век Лавци е село в Битолска кааза на Османската империя. Според статистиката на Васил Кънчов („Македония. Етнография и статистика“) от 1900 година Лафци (Лахци) е изцяло българско християнско село с 610 жители.
На Етнографската карта на Битолския вилает на Картографския институт в София от 1901 година Лавци е чисто българско село в Битолската каза на Битолския санджак със 100 къщи.
Цялото население на селото е гъркоманско под върховенството на Цариградската патриаршия. По данни на секретаря на Българската екзархия Димитър Мишев („La Macédoine et sa Population Chrétienne“) в 1905 година в Лахци (Lahtzi) има 960 българи патриаршисти гъркомани и в селото функционира гръцко училище.
По време на българското управление в Македония през Първата световна война Лахци е част от Брусничка община в Битолска селска околия и има 674 жители.
Църквата „Свети Никола“ е изградена в 1939 година на мястото на разрушената през Първата световна война стара църква. В селото има и църква „Благовещение Богородично“ и извънселска църквичка „Свети Илия“.
В 1961 година селото има 620 жители. Населението намалява вследствие на емиграция в Битоля и чужбина. Според преброяването от 2002 година селото има 338 жители, от които:
| Националност     | Всичко |
| северномакедонци | 336    |
| албанци          | 0      |
| турци            | 0      |
| роми             | 0      |
| власи            | 0      |
| сърби            | 0      |
| бошняци          | 0      |
| други            | 2      |

## Личности
Родени в Лавци
- Велян Василев, български революционер от ВМОРО, четник[8]
- Наум Димев – Лавчанец (1875 – 1924), български революционер
- Панде Йовчевски (1923 – 1943), югославски партизанин и деец на НОВМ
- Пецо Гудевски (р. 1920), югославски партизанин и деец на НОВМ
- Сотир Бърбевски (1914 – 1944), югославски партизанин и деец на НОВМ
- Тодор Ангелевски (1908 – 1943), югославски партизанин и деец на НОВМ
- Фана Кочовска (1927 – 2004), югославска партизанка и деец на НОВМ

Починали в Лавци
- Тодор Ангелевски (1908 – 1943), югославски партизанин и деец на НОВМ